# Joël Mall
Joël Mall (Baden, 5 de abril de 1991) es un futbolista suizo, nacionalizado chipriota, que juega en la demarcación de portero para el Servette F. C. de la Superliga de Suiza.

## Selección nacional
Tras jugar con la selección de fútbol sub-20 de Suiza y nacionalizarse chipriota, hizo su debut con la selección absoluta el 17 de junio de 2023 en un partido de clasificación para la Eurocopa 2024 contra Georgia que finalizó con un resultado de 1-2 a favor del combinado georgiano tras el gol de Ioannis Pittas para Chipre, y de Georges Mikautadze y Zuriko Davitashvili para Georgia.

## Clubes
| Club                    | País     | Año       | Partidos | Goles |
| ----------------------- | -------- | --------- | -------- | ----- |
| FC Aarau                | Suiza    | 2008-2015 | 121      | 0     |
| Grasshopper Club Zürich | Suiza    | 2015-2017 | 42       | 0     |
| SV Darmstadt 98         | Alemania | 2017-2018 | 5        | 0     |
| Pafos FC                | Chipre   | 2018-2019 | 31       | 0     |
| Apollon Limassol FC     | Chipre   | 2019-2021 | 34       | 0     |
| AEK Larnaca FC          | Chipre   | 2021      | 16       | 0     |
| Olympiakos Nicosia      | Chipre   | 2021-2023 | 71       | 0     |
| Servette F. C.          | Suiza    | 2023-     | 58       | 0     |

## Palmarés

### Títulos nacionales
| Título        | Club           | País  | Año  |
| ------------- | -------------- | ----- | ---- |
| Copa de Suiza | Servette F. C. | Suiza | 2024 |